# NHo Garnier Sampaio (H-37)
Le NHo Garnier Sampaio (H-437) est un navire hydro-océanographique de la Marine brésilienne dont il porte ce nom en l'honneur de l'illustre officier sous-marinier le vice-amiral Helio Garnier Sampaio .

## Historique
Anciennement HMS Helmsdale (M 2010) de la Royal Navy, ce navire a été construit par le chantier naval Richards Ironworks à Lowestoft en Grande-Bretagne. C'était un navire d'entraînement de la Royal Naval Reserve reconverti de la Classe River de dragueurs de mines. 
Le gouvernement brésilien et le ministère de la Défense britannique signent le 18 novembre 1994 un accord d'achat de sept navires de patrouille issus de ladite classe, dont le Ribble.
Il est incorporé sous le nom de NB Roger Sampaio (H-37) à la Marine brésilienne le 31 janvier 1995 à la base navale de Portsmouth en Angleterre, lors d’une cérémonie conjointe avec le NB Amorim do Valle (H-35) et le NB Jorge Leite (H-36) (d'où sans doute son propre numéro 37 consécutif), présidé par l'ambassadeur du Brésil au Royaume-Uni M. / Senhor Rubens Antonio Barbosa. Les trois navires baliseurs (NB) forment la classe "Amorim do Valle".
Les trois navires sont reclassés comme navires hydro-océanographiques le 28 février 2004 et désormais en mesure de réaliser des études hydrographiques, océanographiques, météorologiques ainsi que des activités de signalisation nautique dans toute la région du bassin amazonien, le NB Roger Sampaio portant aujourd'hui le nom de NHo Garnier Sampaio (H-37).
.

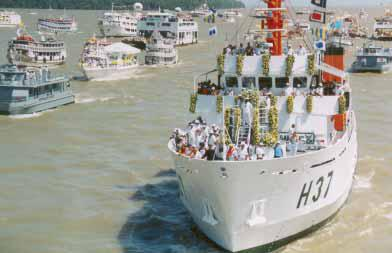
Círio de Nossa Senhora de Nazaré

Le Garnier Sampaio participe également à la procession du círio de Nossa Senhora de Nazaré (un cercle fluvial) portant l’image de Notre-Dame de Nazaré d'Icoaraci à Belém.
Il est subordonné au service de signalisation nautique du Nord (SSN-4) basé de même à Belém, et est affectueusement appelé par son équipage "Águia do Norte".

### Note et référence
1. ↑  HMS Helmsdale (M 2010).

- (pt) Cet article est partiellement ou en totalité issu de l’article de Wikipédia en portugais intitulé « NHo Garnier Sampaio (H-37) » (voir la liste des auteurs).